# Jan Hieronimowicz Chodkiewicz
Jan Hieronimowicz Chodkiewicz herbu własnego (ur. ok. 1537, zm. 4 sierpnia 1579) – wódz litewski, hetman inflancki, marszałek wielki litewski, kasztelan wileński od 1574, administrator Inflant od 1566, starosta generalny żmudzki od 1563, hrabia Św. Cesarstwa Rzymskiego po ojcu, polski hrabia na Szkłowie i Myszy od 1568.
Był synem Hieronima Chodkiewicza, ojcem Jana Karola i Aleksandra, córka Aleksandra poślubiła Adama Wiśniowieckiego.
Studiował na Uniwersytecie Albertyna w Królewcu.
W 1563 został starostą żmudzkim, a w 1566 administratorem Inflant oraz marszałkiem wielkim litewskim. 
W 1568 otrzymał od króla Zygmunta II Augusta tytuł hrabiego na Szkłowie i Myszy (dziedziczny, przywiązany do tych miejscowości).
Na sejmie bielskim 1564 roku był świadkiem wydania przywileju bielskiego przez króla Zygmunta II Augusta. Podpisał unię lubelską 1569 roku. Z tytułem hetmana inflanckiego został naczelnym wodzem armii polsko-litewskiej w Inflantach i walczył tam ze Szwedami i wojskami moskiewskimi.  W 1574 został kasztelanem wileńskim. W 1578 zrezygnował ze stanowiska hetmana inflanckiego. 
W roku 1572 przeszedł z kalwinizmu wyznawanego od około 1555 roku na katolicyzm, jednocześnie przeprowadzając zmianę wyznania swoich dwóch synów. Jego małżonka Krystyna Zborowska oraz niektóre córki pozostały kalwinistkami. Stanowił pierwszą całkowicie spolonizowaną kulturalnie generację pierwotnie ruskiego rodu Chodkiewiczów. 
Podpisał dyplom elekcji Henryka III Walezego. W 1575 podpisał elekcję cesarza Maksymiliana II Habsburga.

## Literatura dodatkowa
- Józef Janowski: Chodkiewicz Jan Hieronimowicz. W: Polski Słownik Biograficzny. T. 3: Brożek Jan – Chwalczewski Franciszek. Kraków: Polska Akademia Umiejętności – Skład Główny w Księgarniach Gebethnera i Wolffa, 1937, s. 361–363. Reprint: Zakład Narodowy im. Ossolińskich, Kraków 1989, ISBN 83-04-03291-0